# 장초 (자병)
장초(張超, ? ~ ?)는 후한 말기의 문장가로, 자는 자병(子並)이며 하간국 막현(鄚縣) 사람이다. 전한의 개국공신 장량의 후손이다.

## 행적
영제 때 거기장군 주준을 따라 황건적을 토벌하였고, 별부사마(別部司馬)가 되었다.
부(賦)·송(頌)·비문(碑文)·천(薦)·격(檄)·전(箋)·서(書)·알문(謁文)·조(嘲) 등을 지어 19편에 달했고, 또 초서가 다른 사람들보다 특히 뛰어나 세상에 전해졌다.

## 출전
- 범엽, 《후한서》 권71 황보숭주준열전·권80하 문원열전 下